# 山中線
山中線（日语：／）是一條連接石川縣山中站至大聖寺站之間的鐵路線。當初為一條馬車鐵路，主要由當地的溫泉旅館經營者營運，後來經過轉讓由溫泉電軌營運，再後來經過合併後由北陸鐵道營運。此線最後在1971年（昭和46年）全線廢除。
此線與粟津線與片山津線等路線統稱加南線。

## 路線數據
- 路線距離（營業距離）：8.9公里[1]
- 軌距：1067毫米
- 車站數目：11座（包含起終點站）[1]
- 雙線區間：沒有（全線單線）
- 電氣化區間：全線

## 歷史
山中站遺址變為巴士總站。
- 1898年（明治31年）7月 - 山中馬車鐵道成立。
- 1899年（明治32年）10月8日 - 山中村（後來名為山中）至河南之間開業（軌距：914毫米）[1]。
- 1900年（明治33年）5月16日 - 河南至三木村（現時：大聖寺）之間開業[1]。
- 1912年（大正元年）9月18日 - 公司改名為山中電軌。
- 1913年（大正2年）
  - 3月18日 - 全線改軌距並電氣化。成為石川縣首條電氣化路線。
  - 11月16日 - 路線轉讓給溫泉電軌[1]。
- 1943年（昭和18年）10月13日 在戰時統合下，由北陸鐵道經營。成為北陸鐵道山中線[1]。
- 1945年（昭和20年）4月1日 此線從軌道法管轄，變為由地方鐵道法管轄。
- 1968年（昭和43年）9月10日 - 山中至大聖寺之間的路籤閉塞裝置完成。
- 1971年（昭和46年）7月11日 - 全線廢除[1]。

## 車站列表
車站名稱和所在地取自廢除一刻。所有車站都在石川縣。
圖例
列車交會 … ◇・∨・∧：可進行交會、｜：不可進行交會
| 中文站名   | 日文站名 | 英文站名        | 站間營業距離 | 累計營業距離 | 接續路線                   | 列車交會 | 所在地               |
| ---------- | -------- | --------------- | ------------ | ------------ | -------------------------- | -------- | -------------------- |
| 山中       |          | Yamanaka        | -            | 0.0          |                            | ｜       | 江沼郡山中町本町     |
| 新塚谷     |          | Shin-tsukatani  | 1.0          | 1.0          |                            | ｜       | 江沼郡山中町塚谷町   |
| 新家工業前 |          | Arayakogyomae   | 0.4          | 1.4          |                            | ◇        | 江沼郡山中町上原町   |
| 旭町       |          | Asahinachi      | 0.7          | 2.1          |                            | ◇        | 江沼郡山中町旭町     |
| 長谷田     |          | Haseda          | 0.4          | 2.5          |                            | ｜       | 江沼郡山中町長谷田町 |
| 中田       |          | Nakada          | 0.4          | 2.9          |                            | ｜       | 江沼郡山中町中田町   |
| 二天       |          | Niten           | 0.4          | 3.3          |                            | ｜       | 江沼郡山中町二天町   |
| 河南       |          | Kawaminami      | 1.1          | 4.4          | 北陸鐵道：山代線（連絡線） | ◇        | 加賀市河南町         |
| 黑瀨       |          | Kurose          | 1.7          | 6.1          |                            | ｜       | 加賀市黑瀨町         |
| 帝國纖維前 |          | Teikokusennimae | 1.3          | 7.4          |                            | ◇        | 加賀市南鄉町         |
| 大聖寺     |          | Daishoji        | 1.5          | 8.9          | 國鐵：北陸本線             | ∧        | 加賀市熊坂町         |

## 保存車輛
在加賀市的歷史民俗資料館和加賀市立動橋小學保存在馬車鐵路時代的客車。這此客車原本在山中馬車鐵道使用，在電氣化轉往片山津軌道服役，後來被民居用作儲藏室。客車被指定為加賀市的市文化財產。

## 注腳
1. 1 2 3 4 5 6 7  今尾惠介. . 日本: 新潮社. 2008年10月18日: 27. ISBN 9784107900241.
2. ↑  "かがが/ 記録写真｜北陸鉄道加南線（1971年）". かがが/ 記録写真｜北陸鉄道加南線（1971年）（2023年12月6日參閱）

## 相關項目
- 廢線